# Kondrac
Obec Kondrac se nachází v okrese Benešov, kraj Středočeský. Žije zde 527 obyvatel.
Ve vzdálenosti 4 km severně leží město Vlašim, 19 km severozápadně město Benešov, 33 km jihozápadně město Tábor a 33 km západně město Sedlčany.

## Historie
První zmínka pochází z roku 1318, kostel sv. Bartoloměje je však datován již do století dvanáctého. Kondrac náležela několika majitelům. Od počátku 17. století patřila výhradně majitelům vlašimského panství. Tvrz v Kondraci stávala nedaleko domu číslo 37. Roku 1550, když Kondrac koupil Kryštof Skuhrovský ze Skuhrova, byla tvrz již pustá. Roku 1735 z ní zbyla už jen zřícenina a kámen z ní dělníci používali na opravu kostela. Kdy zanikla úplně, není známo. V prostoru obce Kondrac se na počátku osídlení těžilo stříbro a zlato.
Během třicetileté války byla také Kondrac poničena. Po ní roku 1665 zde bylo 18 statků usedlých a 13 pustých. O sto let později roku 1788 měla Kondrac 28 čísel, Dub 19, Krasovice 13, Vracovice 40. Za dalších čtyřicet let roku 1822 stálo v Kondraci 37 domů a v nich žilo 227 obyvatel, Dub 23 domů 168 obyvatel, Krasovice 4 domy 28 obyvatel, Vracovice 48 domů 330 obyvatel. V polovině 19. století čítala Kondrac 42 domů, 286 obyvatel, Dub 23 domů 210 obyvatel, Krasovice 13 domů 94 obyvatel a Vracovice 51 domů s 364 obyvateli.
Po vysvěcení na kněze v roce 1415 zde nakrátko působil jako farář duchovní vůdce Tábora, Mikuláš z Pelhřimova, též Mikuláš Biskupec zvaný. Narodil se zde kněz Karel Navrátil (1830–1887), autor spisů o několika pražských kostelích, a Michal Navrátil (1861–1931), spisovatel a redaktor životopisných a místopisných publikací (rodnému kraji se věnují např. jeho Dějiny Kondrace pod Blaníkem a Dějiny kovářů na panství Vlašimském).

### Územněsprávní začlenění
Dějiny územněsprávního začleňování zahrnují období od roku 1850 do současnosti. V chronologickém přehledu je uvedena územně administrativní příslušnost obce v roce, kdy ke změně došlo:
- 1850 země česká, kraj České Budějovice, politický okres Benešov, soudní okres Vlašim[5]
- 1855 země česká, kraj Tábor, soudní okres Vlašim
- 1868 země česká, politický okres Benešov, soudní okres Vlašim
- 1937 země česká, politický i soudní okres Vlašim[6]
- 1939 země česká, Oberlandrat Německý Brod, politický i soudní okres Vlašim[7]
- 1942 země česká, Oberlandrat Praha, politický okres Benešov, soudní okres Vlašim[8]
- 1945 země česká, správní i soudní okres Vlašim[9]
- 1949 Pražský kraj, okres Vlašim[10]
- 1960 Středočeský kraj, okres Benešov
- 2003 Středočeský kraj, okres Benešov, obec s rozšířenou působností Vlašim

### Rok 1932
V obci Kondrac (přísl. Dub, Krasovice, 700 obyvatel, katol. kostel) byly v roce 1932 evidovány tyto živnosti a obchody: bednář, cihelna, družstvo pro rozvod elektrické energie v Kondraci, 2 hostince, 2 kováři, mlýn, 2 pojišťovací jednatelství, řezník, 3 obchody se smíšeným zbožím,, Kampelička spořitelní a záložní spolek pro Kondrac, Spořitelní a záložní spolek pro osadu Kondrackou, 2 trafiky, 2 truhláři, velkostatkář Karel Auersperg, obchod se zvěřinou a drůbeží.

## Pamětihodnosti

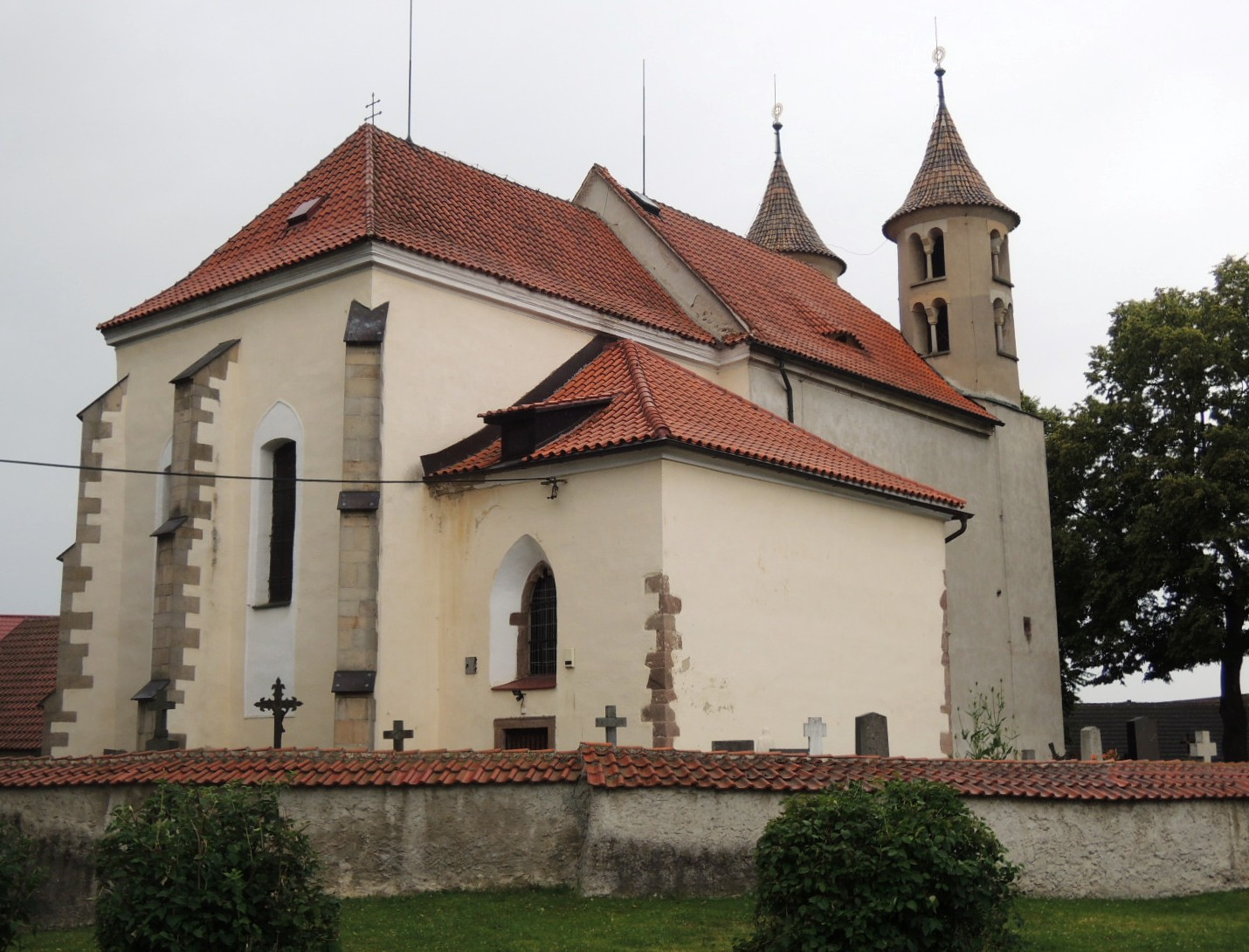
Kostel sv. Bartoloměje od severozápadu (gotický chór a sakristie)

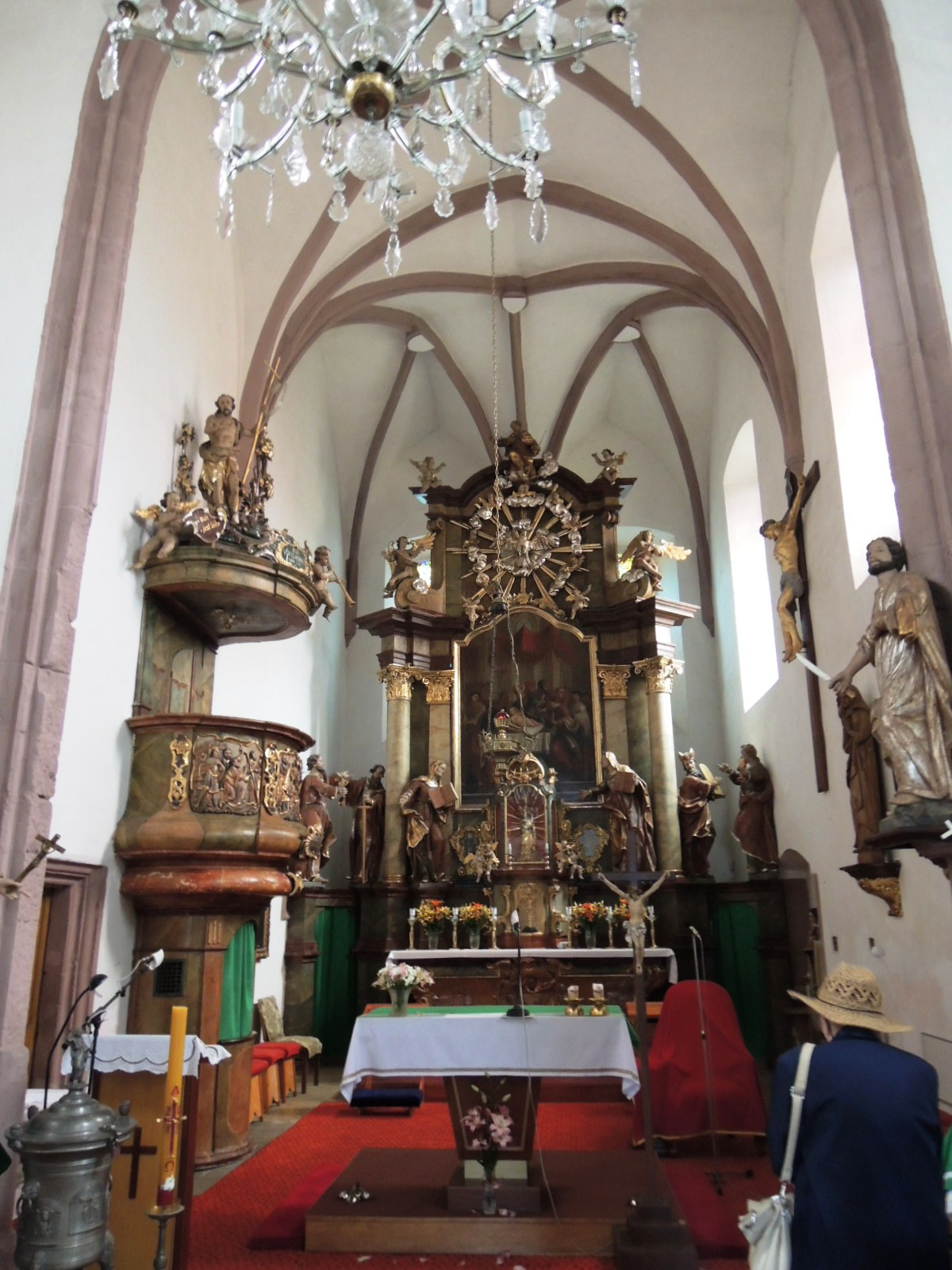
Kostel sv. Bartoloměje, interiér

### Kostel sv. Bartoloměje
Kostel svatého Bartoloměje na návsi je prastará stavba původně románského slohu z doby po roce 1200. Z té doby se zachovala loď se dvěma kruhovými vížkami nad průčelím. Kolem roku 1380 přistavěn gotický chór se sakristií. V husitských válkách kostel velice zchátral. Původní sloh se udržel až do roku 1735, kdy byla provedena oprava střechy, byl vybourán čelní vchod, zvětšena okna a zhotovena barokní kruchta. Později byla vybudována dřevěná věž pro velký zvon mezi zděnými věžemi.
V roce 1918 udeřil blesk do této dřevěné věže a kostel vyhořel. Zvon zavěšený ve zvonici při pádu z prohořelé stolice prorazil dřevěný strop a spadl na barokní klenbu románské tribuny v přízemí. Stopy po požáru jsou dodnes patrny v poškození vnitřních pilířů ve střední části tribuny v patře. Po opravě již nebyla dřevěná věž postavena. Další opravy se prováděly od roku 1972 do roku 1983. Cenný barokní oltář a kazatelna pocházejí z kostela svatého Jan Křtitele ze zatopených Dolních Kralovic.
Na tribuně a stěnách lodi jsou zbytky románské nástěnné malby z legendy o neznámém světci, které jsou cennou a důležitou památkou románského monumentálního malířství. Na jižní straně pod kruchtou se zachoval románský tesaný portálek s jemnou ornamentální výzdobou („diamantování“).

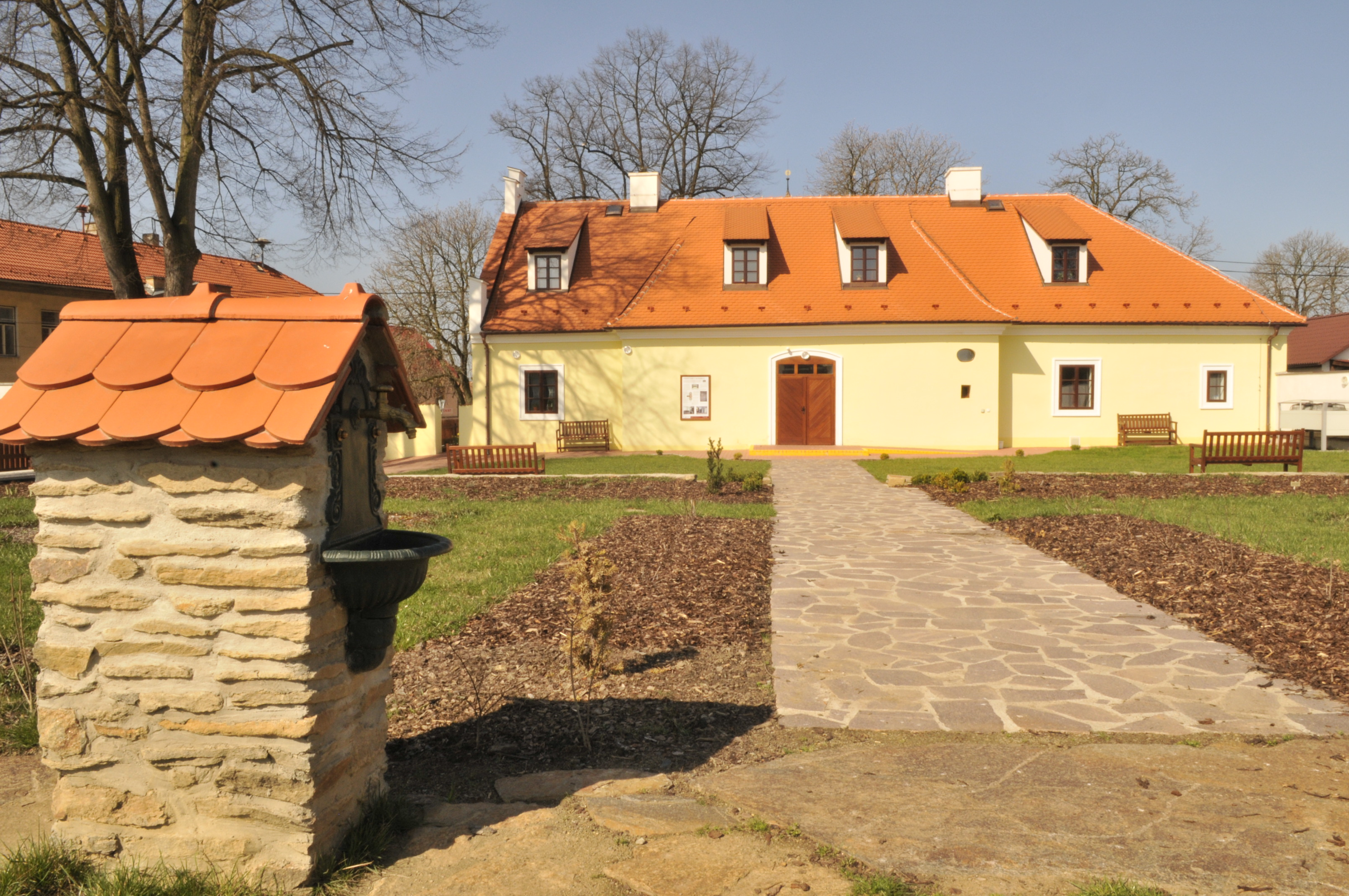
Farní muzeum, pohled ze zahrady

### Farní muzeum
Farní muzeum bylo otevřeno v roce 2010, je jediným svého druhu v České republice. Areál s hospodářským zázemím, márnicí a románským kostelem sv. Bartoloměje vystavuje autentický interiér fary z přelomu 19. a 20. století. V hlavní budově je také řemeslná dílna s možností výroby svíček, ručního papíru či tisku obrázků s dobovou tematikou svatých.
U fary se nachází bylinková zahrádka vysazená z rostlin se symbolickým církevním významem. Je v ní nejen místo pro odpočinek, ale také výběh pro ovce, které k farnímu hospodářství kdysi nepochybně patřily.

#### Expozice

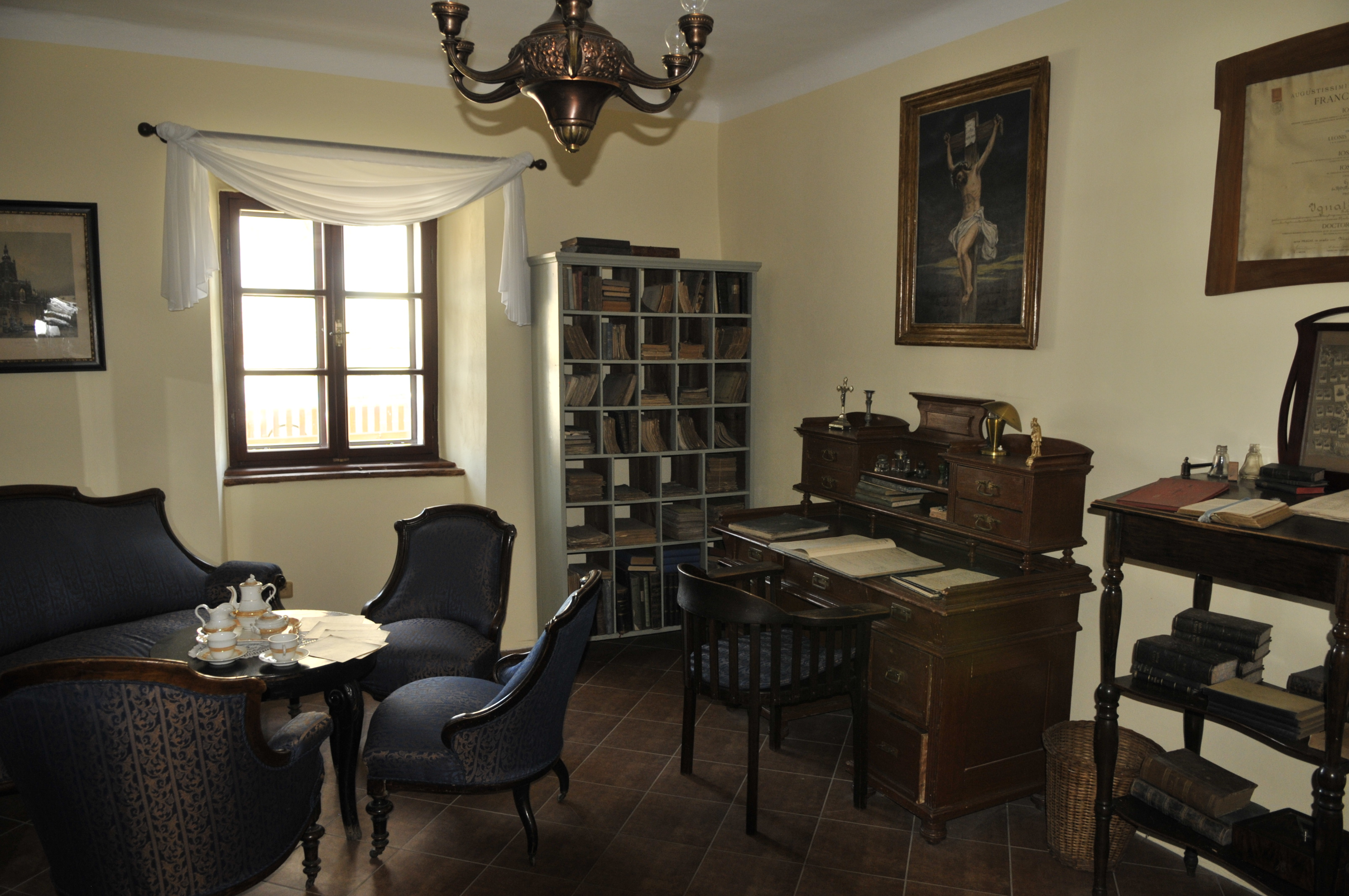
Farní muzeum, interiér

Farní muzeum obsahuje tři expozice. První a zároveň největší expozice se nachází přímo v budově muzea a zobrazuje život venkovského duchovenstva na přelomu 19. a 20. století. Návštěvník zde spatří kuchyň s kachlovými kamny, osobní pokoj pana faráře, farní sál, kancelář, chlebovou pec i zrekonstruované půdní prostory. Další dvě expozice jsou nainstalovány v budově bývalé márnice, která se nachází na hřbitově v těsné blízkosti kostela sv. Bartoloměje. V jedné místnosti jsou prezentovány údaje o historii kondrackého kostela, maketa původního románského kostelíčku a model obce, jak pravděpodobně vypadala v roce 1841. Druhá místnost ukrývá informace týkající se pohřbívání.

## Členění obce
Obec se skládá ze tří částí:
- Kondrac
- Dub
- Krasovice

## Doprava
Dopravní síť
- Pozemní komunikace – Obcí vede silnice II/125 Kolín - Vlašim - Kondrac - Louňovice pod Blaníkem - Mladá Vožice.

- Železnice – Železniční trať ani stanice na území obce nejsou.

Veřejná doprava 2012
- Autobusová doprava – V obci zastavovaly autobusové linky jedoucí např. do těchto cílů: Benešov, České Budějovice, Kácov, Kolín, Louňovice pod Blaníkem, Mladá Vožice, Načeradec, Pacov, Postupice, Praha, Tábor, Vlašim, Votice.

## Turistika
- Cyklistika – Obcí vedou cyklotrasy č. 101 Český Šternberk - Vlašim - Kondrac - Louňovice pod Blaníkem, č. 8163 Louňovice pod Blaníkem - Veliš - Kondrac, č. 8164 Kondrac - Vracovice - Křížov.

- Pěší turistika – Obcí vede turistická trasa  Vlašim - Kondrac - Velký Blaník - Louňovice pod Blaníkem.